# Liste der Gebietsänderungen im Bezirk Cottbus

Bezirk Cottbus in der DDR

Die Liste der Gebietsänderungen im Bezirk Cottbus enthält wichtige Änderungen der Gemeindegebiete des Bezirks Cottbus der DDR in der Zeit vom 25. Juli 1952 bis zum 2. Oktober 1990. Dazu zählen unter anderem Zusammenschlüsse und Trennungen von Gemeinden, Eingliederungen von Gemeinden in eine andere, Änderungen des Gemeindenamens und größere Umgliederungen von Teilen einer Gemeinde in eine andere.

## Legende
- Datum: juristisches Wirkungsdatum der Gebietsänderung
- Gemeinde vor der Änderung: Gemeinde vor der Gebietsänderung
- Maßnahme: Art der Änderung
- Gemeinde nach der Änderung: Gemeinde nach der Gebietsänderung
- Landkreis: Landkreis der Gemeinde nach der Gebietsänderung
- OT: Ortsteil

Die Sortierung erfolgt chronologisch: Datum, Stadtkreis, Landkreis, aufnehmende oder neu gebildete Gemeinde. Heute noch bestehende Gemeinden sind farbig unterlegt. Die Gemeinden, die in den Bezirk Cottbus wechselten, sind grün, diejenigen, die ihn verließen, rot unterlegt.

## Liste
| Datum      | Gemeinde vor der Änderung                                                                                        | Maßnahme | Gemeinde nach der Änderung                                                                                       | Kreis |
| ---------- | --- | --- | --- | --- |
| 25.07.1952 | Errichtung des Bezirks Cottbus 14 Landkreise, 0 Stadtkreise                                                      | Errichtung des Bezirks Cottbus 14 Landkreise, 0 Stadtkreise                                                      | Errichtung des Bezirks Cottbus 14 Landkreise, 0 Stadtkreise                                                      | Errichtung des Bezirks Cottbus 14 Landkreise, 0 Stadtkreise                                                      |
| 04.12.1952 | Leeskow, Kreis Guben                                                                                             | Umgliederung | Leeskow | Beeskow, Bezirk Frankfurt (Oder)                                                                                 |
| 04.12.1952 | Alt-Schadow, Kreis Beeskow, Bezirk Frankfurt (Oder)                                                              | Umgliederung | Alt-Schadow | Lübben |
| 04.12.1952 | Neuendorf am See, Kreis Beeskow, Bezirk Frankfurt (Oder)                                                         | Umgliederung | Neuendorf am See                                                                                                 | Lübben |
| 04.12.1952 | Zaue, Kreis Beeskow, Bezirk Frankfurt (Oder)                                                                     | Umgliederung | Zaue | Lübben |
| 04.12.1952 | Mehlsdorf, Kreis Jüterbog, Bezirk Potsdam                                                                        | Umgliederung | Mehlsdorf | Luckau |
| 04.12.1952 | Prösen, Kreis Bad Liebenwerda                                                                                    | Umgliederung | Prösen | Riesa, Bezirk Dresden                                                                                            |
| 04.12.1952 | Groß Ziescht, Kreis Luckau                                                                                       | Umgliederung | Groß Ziescht | Zossen, Bezirk Potsdam                                                                                           |
| 01.05.1953 | Groß Briesenig                                                                                                   | Namensänderung                                                                                                   | Briesnig | Forst |
| 01.03.1954 | Ausgliederung der Stadt Cottbus aus dem Kreis Cottbus 14 Landkreise, 0 Stadtkreise → 14 Landkreise, 1 Stadtkreis | Ausgliederung der Stadt Cottbus aus dem Kreis Cottbus 14 Landkreise, 0 Stadtkreise → 14 Landkreise, 1 Stadtkreis | Ausgliederung der Stadt Cottbus aus dem Kreis Cottbus 14 Landkreise, 0 Stadtkreise → 14 Landkreise, 1 Stadtkreis | Ausgliederung der Stadt Cottbus aus dem Kreis Cottbus 14 Landkreise, 0 Stadtkreise → 14 Landkreise, 1 Stadtkreis |
| 01.07.1954 | Prösen, Kreis Riesa, Bezirk Dresden                                                                              | Umgliederung | Prösen | Bad Liebenwerda                                                                                                  |
| 01.01.1956 | Klein Beuchow | Eingliederung | Groß Beuchow | Calau |
| 01.01.1956 | Gahlen | Eingliederung | Missen | Calau |
| 01.01.1957 | Vorberg | Eingliederung | Kückebusch | Calau |
| 01.01.1957 | Cabel | Eingliederung | Werchow | Calau |
| 01.01.1957 | Hohenkuhnsdorf                                                                                                   | Eingliederung | Ahlsdorf | Herzberg |
| 01.01.1957 | Neudeck | Eingliederung | Bahnsdorf | Herzberg |
| 01.01.1957 | Krassig | Eingliederung | Schlieben | Herzberg |
| 01.01.1957 | Driewitz Friedersdorf                                                                                            | Eingliederung | Litschen | Hoyerswerda |
| 01.01.1957 | Bärwalde Schöpsdorf                                                                                              | Eingliederung | Merzdorf | Hoyerswerda |
| 01.01.1957 | Brischko | Eingliederung | Wittichenau | Hoyerswerda |
| 01.01.1957 | Schwebendorf | Eingliederung | Dahme | Luckau |
| 01.01.1957 | Stoßdorf | Eingliederung | Egsdorf | Luckau |
| 01.01.1957 | Karche Zaacko | Zusammenschluss                                                                                                  | Karche-Zaacko | Luckau |
| 01.01.1957 | Wittmannsdorf | Eingliederung | Luckau | Luckau |
| 01.01.1957 | Gersdorf | Eingliederung | Zützen | Luckau |
| 01.01.1958 | Illmersdorf | Eingliederung | Casel | Cottbus-Land |
| 01.04.1959 | Märkischheide | Eingliederung | Vetschau | Calau |
| 01.11.1959 | Terpe | Namensänderung                                                                                                   | Schwarze Pumpe                                                                                                   | Spremberg |
| 01.01.1960 | Klein Mehßow | Eingliederung | Groß Mehßow | Calau |
| 01.01.1960 | Burg-Dorf Burg-Kauper Burg-Kolonie                                                                               | Zusammenschluss                                                                                                  | Burg/Spreewald                                                                                                   | Cottbus-Land |
| 01.01.1960 | Neunaundorf | Eingliederung | Herzberg/Elster                                                                                                  | Herzberg |
| 01.01.1960 | Freywalde | Eingliederung | Schönewalde | Herzberg |
| 01.01.1960 | München | Eingliederung | Uebigau | Herzberg |
| 01.01.1960 | Klein Neida Kühnicht                                                                                             | Eingliederung | Hoyerswerda | Hoyerswerda |
| 01.01.1960 | Burkersdorf | Eingliederung | Ortrand | Senftenberg |
| 01.01.1961 | Tugam | Eingliederung | Drehna | Luckau |
| 01.01.1961 | Neusorgefeld | Eingliederung | Walddrehna | Luckau |
| 01.07.1961 | Scado | Eingliederung | Geierswalde | Hoyerswerda |
| 01.07.1961 | Altsorgefeld | Eingliederung | Kemlitz | Luckau |
| 01.10.1962 | Zauche | Eingliederung | Kasel-Golzig | Luckau |
| 01.10.1962 | Wentdorf Wildau                                                                                                  | Zusammenschluss                                                                                                  | Wildau-Wentdorf                                                                                                  | Luckau |
| 01.10.1962 | Stöbritz Willmersdorf                                                                                            | Zusammenschluss                                                                                                  | Willmersdorf-Stöbritz                                                                                            | Luckau |
| 01.01.1964 | Gosda-Haidemühl                                                                                                  | Namensänderung                                                                                                   | Haidemühl | Spremberg |
| 01.01.1964 | Naundorf bei Prettin                                                                                             | Namensänderung                                                                                                   | Groß-Naundorf | Jessen |
| 01.06.1964 | Damsdorf | Eingliederung | Glienig | Luckau |
| 06.08.1964 | Stiebsdorf | Eingliederung | Drehna | Luckau |
| 01.10.1964 | Kückebusch | Eingliederung | Kittlitz | Calau |
| 01.10.1964 | Buchholz | Eingliederung | Lubochow | Calau |
| 01.07.1965 | Saadow | Eingliederung | Bronkow | Calau |
| 16.07.1965 | Plieskendorf | Eingliederung | Werchow | Calau |
| 14.04.1966 | Wierigsdorf | Eingliederung | Gießmannsdorf | Luckau |
| 14.04.1966 | Pickel Pitschen                                                                                                  | Zusammenschluss                                                                                                  | Pitschen-Pickel                                                                                                  | Luckau |
| 14.04.1966 | Hohendorf | Eingliederung | Sellendorf | Luckau |
| 25.08.1966 | Schäcksdorf | Eingliederung | Falkenhain | Luckau |
| 01.10.1966 | Groß Radden | Eingliederung | Klein Radden | Calau |
| 01.10.1966 | Dubrau | Eingliederung | Koßwig | Calau |
| 15.12.1966 | Hohenbrück Neu Schadow                                                                                           | Zusammenschluss                                                                                                  | Hohenbrück-Neu Schadow                                                                                           | Lübben |
| 15.12.1966 | Ressen Zaue | Zusammenschluss                                                                                                  | Ressen-Zaue | Lübben |
| 15.12.1966 | Sacrow Waldow | Zusammenschluss                                                                                                  | Sacrow-Waldow | Lübben |
| 01.01.1967 | Weißag | Eingliederung | Gosda | Calau |
| 01.01.1967 | Eisdorf | Eingliederung | Kittlitz | Calau |
| 01.01.1967 | Radeweise Straußdorf                                                                                             | Zusammenschluss                                                                                                  | Radeweise-Straußdorf                                                                                             | Spremberg |
| 25.01.1968 | Tornow | Eingliederung | Kittlitz | Calau |
| 17.02.1968 | Bollensdorf, OT Karlsdorf                                                                                        | Umgliederung | Mehlsdorf | Luckau |
| 01.01.1969 | Seese | Eingliederung | Bischdorf | Calau |
| 01.01.1970 | Groß Partwitz | Eingliederung | Klein Partwitz                                                                                                   | Hoyerswerda |
| 22.03.1970 | Kleinrössen | Eingliederung | Großrössen | Herzberg |
| 22.03.1970 | Redlin | Eingliederung | Osteroda | Herzberg |
| 22.03.1970 | Bomsdorf | Eingliederung | Uebigau | Herzberg |
| 01.07.1971 | Bräsinchen | Eingliederung | Neuhausen | Cottbus-Land |
| 01.01.1972 | Brodtkowitz Kackrow                                                                                              | Eingliederung | Krieschow | Cottbus-Land |
| 01.01.1972 | Jessen | Eingliederung | Pulsberg | Spremberg |
| 01.10.1972 | Schenkendorf | Eingliederung | Glienig | Luckau |
| 01.01.1973 | Steinitz | Eingliederung | Domsdorf | Cottbus-Land |
| 01.01.1973 | Altgolßen | Eingliederung | Golßen | Luckau |
| 01.01.1973 | Sauo | Eingliederung | Drochow | Senftenberg |
| 10.01.1973 | Rehnsdorf | Eingliederung | Jehserig | Cottbus-Land |
| 10.01.1973 | Gulben | Eingliederung | Kolkwitz | Cottbus-Land |
| 10.01.1973 | Löschen | Eingliederung | Laubst | Cottbus-Land |
| 10.01.1973 | Saccasne | Eingliederung | Schmogrow | Cottbus-Land |
| 10.01.1973 | Auras | Eingliederung | Schorbus | Cottbus-Land |
| 10.01.1973 | Ruben | Eingliederung | Werben | Cottbus-Land |
| 15.03.1973 | Alteno Kaden | Eingliederung | Duben | Luckau |
| 01.05.1973 | Dubrau | Eingliederung | Gosda | Forst |
| 01.05.1973 | Zelz-Bahren | Eingliederung | Jerischke | Forst |
| 01.05.1973 | Gosda bei Groß Kölzig                                                                                            | Eingliederung | Preschen | Forst |
| 01.08.1973 | Liedekahle | Eingliederung | Görsdorf | Luckau |
| 01.08.1973 | Pelkwitz | Eingliederung | Zöllmersdorf | Luckau |
| 01.09.1973 | Bückchen Wittmannsdorf                                                                                           | Zusammenschluss                                                                                                  | Wittmannsdorf-Bückchen                                                                                           | Lübben |
| 01.10.1973 | Birkwalde Möllendorf                                                                                             | Eingliederung | Breitenau | Finsterwalde |
| 01.10.1973 | Rehain | Eingliederung | Lindthal | Finsterwalde |
| 01.10.1973 | Ossak | Eingliederung | Münchhausen | Finsterwalde |
| 01.10.1973 | Friedersdorf bei Oppelhain                                                                                       | Eingliederung | Rückersdorf | Finsterwalde |
| 01.01.1974 | Leeskow | Eingliederung | Lindchen | Calau |
| 01.01.1974 | Fleißdorf | Eingliederung | Naundorf | Calau |
| 01.01.1974 | Merzdorf Schlichow                                                                                               | Eingliederung | Dissenchen | Cottbus-Land |
| 01.01.1974 | Skadow | Eingliederung | Döbbrick | Cottbus-Land |
| 01.01.1974 | Drieschnitz Kahsel                                                                                               | Zusammenschluss                                                                                                  | Drieschnitz-Kahsel                                                                                               | Spremberg |
| 01.01.1974 | Radensdorf | Eingliederung | Greifenhain | Cottbus-Land |
| 01.01.1974 | Klein Lieskow | Eingliederung | Groß Lieskow | Cottbus-Land |
| 01.01.1974 | Babow | Eingliederung | Müschen | Cottbus-Land |
| 01.01.1974 | Klein Oßnig | Eingliederung | Schorbus | Cottbus-Land |
| 01.01.1974 | Lakoma | Eingliederung | Willmersdorf | Cottbus-Land |
| 01.01.1974 | Eichwege | Eingliederung | Döbern | Forst |
| 01.01.1974 | Horst | Eingliederung | Brandis | Herzberg |
| 01.01.1974 | Bicking Frauenhorst Friedrichsluga                                                                               | Eingliederung | Herzberg/Elster                                                                                                  | Herzberg |
| 01.01.1974 | Kolpien Schöna                                                                                                   | Zusammenschluss                                                                                                  | Schöna-Kolpien                                                                                                   | Herzberg |
| 01.01.1974 | Schmielsdorf | Eingliederung | Schönewalde | Herzberg |
| 01.01.1974 | Hartmannsdorf | Eingliederung | Stolzenhain | Herzberg |
| 01.01.1974 | Gehmen | Eingliederung | Axien | Jessen |
| 01.01.1974 | Meltendorf | Eingliederung | Elster (Elbe) | Jessen |
| 01.01.1974 | Gorsdorf Hemsendorf                                                                                              | Zusammenschluss                                                                                                  | Gorsdorf-Hemsendorf                                                                                              | Jessen |
| 01.01.1974 | Goyatz Guhlen | Zusammenschluss                                                                                                  | Goyatz-Guhlen | Lübben |
| 01.01.1974 | Groß Liebitz Lamsfeld                                                                                            | Zusammenschluss                                                                                                  | Lamsfeld-Groß Liebitz                                                                                            | Lübben |
| 01.01.1974 | Neuendorf Treppendorf                                                                                            | Eingliederung | Lübben/Spreewald                                                                                                 | Lübben |
| 01.01.1974 | Groß Lubolz Klein Lubolz                                                                                         | Zusammenschluss                                                                                                  | Lubolz | Lübben |
| 01.01.1974 | Friedrichshof Rietzneuendorf                                                                                     | Zusammenschluss                                                                                                  | Rietzneuendorf-Friedrichshof                                                                                     | Lübben |
| 01.01.1974 | Zagelsdorf | Eingliederung | Dahme | Luckau |
| 01.01.1974 | Krossen | Eingliederung | Drahnsdorf | Luckau |
| 01.01.1974 | Riedebeck | Eingliederung | Goßmar | Luckau |
| 01.01.1974 | Paserin | Eingliederung | Uckro | Luckau |
| 01.01.1974 | Schwarzenburg Wehnsdorf                                                                                          | Eingliederung | Walddrehna | Luckau |
| 01.01.1974 | Allmosen | Eingliederung | Bahnsdorf | Senftenberg |
| 01.01.1974 | Niemtsch | Eingliederung | Brieske | Senftenberg |
| 01.01.1974 | Frauwalde Kleinkmehlen                                                                                           | Eingliederung | Großkmehlen | Senftenberg |
| 01.01.1974 | Kleinkoschen | Eingliederung | Großkoschen | Senftenberg |
| 01.01.1974 | Dörrwalde | Eingliederung | Großräschen | Senftenberg |
| 01.01.1974 | Arnsdorf | Eingliederung | Ruhland | Senftenberg |
| 01.01.1974 | Biehlen | Eingliederung | Schwarzbach | Senftenberg |
| 01.01.1974 | Hörlitz Rauno Reppist                                                                                            | Eingliederung | Senftenberg | Senftenberg |
| 01.01.1974 | Schönheide | Eingliederung | Graustein | Spremberg |
| 01.01.1974 | Bühlow | Eingliederung | Sellessen | Spremberg |
| 01.01.1974 | Pulsberg | Eingliederung | Spremberg | Spremberg |
| 01.01.1974 | Sprey | Eingliederung | Boxberg | Weißwasser |
| 01.01.1974 | Haide | Eingliederung | Weißkeißel | Weißwasser |
| 01.02.1974 | Rutzkau | Eingliederung | Bronkow | Calau |
| 01.02.1974 | Kalkwitz | Eingliederung | Saßleben | Calau |
| 01.02.1974 | Taubendorf | Eingliederung | Groß Gastrose | Guben |
| 01.04.1974 | Döllingen Kahla                                                                                                  | Zusammenschluss                                                                                                  | Döllingen-Kahla                                                                                                  | Bad Liebenwerda                                                                                                  |
| 01.04.1974 | Altenau Fichtenberg                                                                                              | Zusammenschluss                                                                                                  | Fichtenberg-Altenau                                                                                              | Bad Liebenwerda                                                                                                  |
| 01.04.1974 | Kotschka | Eingliederung | Elsterwerda | Bad Liebenwerda                                                                                                  |
| 01.04.1974 | Würdenhain | Eingliederung | Haida | Bad Liebenwerda                                                                                                  |
| 01.04.1974 | Dreska | Eingliederung | Hohenleipisch | Bad Liebenwerda                                                                                                  |
| 01.04.1974 | Rüdingsdorf | Eingliederung | Gießmannsdorf | Luckau |
| 01.05.1974 | Säritz | Eingliederung | Kemmen | Calau |
| 01.05.1974 | Schönfeld | Eingliederung | Kittlitz | Calau |
| 01.05.1974 | Tornitz Wüstenhain                                                                                               | Eingliederung | Laasow | Calau |
| 01.05.1974 | Krimnitz Lehde                                                                                                   | Eingliederung | Lübbenau/Spreewald                                                                                               | Calau |
| 01.05.1974 | Reuden | Eingliederung | Saßleben | Calau |
| 01.05.1974 | Mortka | Eingliederung | Litschen | Hoyerswerda |
| 01.05.1974 | Drehna Lippen | Eingliederung | Uhyst | Hoyerswerda |
| 01.05.1974 | Glücksburg | Eingliederung | Mügeln | Jessen |
| 01.05.1974 | Hohndorf | Eingliederung | Prettin | Jessen |
| 01.05.1974 | Schadewalde | Eingliederung | Seyda | Jessen |
| 01.05.1974 | Dixförda Steinsdorf                                                                                              | Zusammenschluss                                                                                                  | Steinsdorf-Dixförda                                                                                              | Jessen |
| 01.05.1974 | Gliechow | Eingliederung | Groß Jehser | Calau |
| 19.05.1974 | Zürchel | Eingliederung | Dollenchen | Finsterwalde |
| 19.05.1974 | Drößig Eichholz                                                                                                  | Zusammenschluss                                                                                                  | Eichholz-Drößig                                                                                                  | Finsterwalde |
| 19.05.1974 | Tanneberg | Eingliederung | Massen | Finsterwalde |
| 19.05.1974 | Lichtena | Eingliederung | Trebbus | Finsterwalde |
| 19.05.1974 | Guteborn | Eingliederung | Schwarzbach | Senftenberg |
| 19.05.1974 | Lindenau Frauendorf                                                                                              | Eingliederung | Tettau | Senftenberg |
| 19.05.1974 | Kleinleipisch | Eingliederung | Lauchhammer | Senftenberg |
| 01.06.1974 | Lieske | Eingliederung | Bahnsdorf | Senftenberg |
| 01.06.1974 | Meuro | Eingliederung | Drochow | Senftenberg |
| 01.01.1977 | Burxdorf Langenrieth                                                                                             | Eingliederung | Neuburxdorf | Bad Liebenwerda                                                                                                  |
| 01.01.1977 | Zinsdorf | Eingliederung | Wahrenbrück | Bad Liebenwerda                                                                                                  |
| 01.01.1977 | Meuselko | Eingliederung | Löben | Jessen |
| 01.01.1977 | Tzschelln | Eingliederung | Weißwasser | Weißwasser |
| 01.07.1977 | Großbahren Kleinbahren                                                                                           | Zusammenschluss                                                                                                  | Bahren | Finsterwalde |
| 01.07.1977 | Klein Bademeusel                                                                                                 | Eingliederung | Groß Bademeusel                                                                                                  | Forst |
| 01.07.1977 | Klein Jamno | Eingliederung | Groß Jamno | Forst |
| 01.07.1977 | Rehain | Eingliederung | Ruhlsdorf | Jessen |
| 01.01.1978 | Zerkwitz | Eingliederung | Lübbenau/Spreewald                                                                                               | Calau |
| 01.01.1978 | Dabern Pießig | Eingliederung | Goßmar | Finsterwalde |
| 01.01.1978 | Merzdorf | Auflösung | – | Hoyerswerda |
| 01.01.1978 | Merzdorf, OT Bärwalde und Merzdorf                                                                               | Neubildung | Bärwalde | Hoyerswerda |
| 01.01.1978 | Merzdorf, OT Schöpsdorf                                                                                          | Umgliederung | Uhyst | Hoyerswerda |
| 01.01.1978 | Riegel | Eingliederung | Weißkollm | Hoyerswerda |
| 01.01.1978 | Keula | Eingliederung | Wittichenau | Hoyerswerda |
| 01.01.1978 | Klossa | Eingliederung | Schweinitz (Elster)                                                                                              | Jessen |
| 01.05.1978 | Roitz | Eingliederung | Spremberg | Spremberg |
| 08.01.1981 | Klinge | Eingliederung | Gosda | Forst |
| 01.07.1983 | Groß Lieskow | Eingliederung | Dissenchen | Cottbus-Land |
| 31.12.1983 | Tranitz | Eingliederung | Dissenchen | Cottbus-Land |
| 01.01.1984 | Groß Buckow Stradow                                                                                              | Eingliederung | Spremberg | Spremberg |
| 06.05.1984 | Groß Kölzig, OT Klein Kölzig                                                                                     | Neubildung | Klein Kölzig | Forst |
| 01.01.1986 | Radeweise-Straußdorf                                                                                             | Eingliederung | Spremberg | Spremberg |
| 01.01.1987 | Kahnsdorf | Eingliederung | Bischdorf | Calau |
| 01.01.1987 | Klein Buckow | Eingliederung | Spremberg | Spremberg |
| 01.06.1987 | Calau, OT Mlode                                                                                                  | Neubildung | Mlode | Calau |
| 01.01.1988 | Bergheide | Eingliederung | Finsterwalde | Finsterwalde |
| 01.01.1988 | Weißagk | Eingliederung | Gosda | Forst |
| 31.12.1988 | Dissenchen, OT Merzdorf                                                                                          | Neubildung | Merzdorf | Cottbus-Land |
| 01.01.1989 | Pritzen | Eingliederung | Lubochow | Calau |
| 01.02.1990 | Döllingen-Kahla                                                                                                  | Auflösung | – | Bad Liebenwerda                                                                                                  |
| 01.02.1990 | Döllingen-Kahla, OT Döllingen                                                                                    | Neubildung | Döllingen | Bad Liebenwerda                                                                                                  |
| 01.02.1990 | Döllingen-Kahla, OT Kahla                                                                                        | Neubildung | Kahla | Bad Liebenwerda                                                                                                  |
| 01.02.1990 | Fichtenberg-Altenau                                                                                              | Auflösung | – | Bad Liebenwerda                                                                                                  |
| 01.02.1990 | Fichtenberg-Altenau, OT Altenau                                                                                  | Neubildung | Altenau | Bad Liebenwerda                                                                                                  |
| 01.02.1990 | Fichtenberg-Altenau, OT Fichtenberg                                                                              | Neubildung | Fichtenberg | Bad Liebenwerda                                                                                                  |
| 15.03.1990 | Klöden OT Schützberg                                                                                             | Neubildung | Schützberg | Jessen |
| 15.03.1990 | Görlsdorf, OT Beesdau                                                                                            | Neubildung | Beesdau | Luckau |
| 06.05.1990 | Müschen, OT Babow                                                                                                | Neubildung | Babow | Cottbus-Land |
| 06.05.1990 | Kolkwitz, OT Gulben                                                                                              | Neubildung | Gulben | Cottbus-Land |
| 06.05.1990 | Sergen, OT Kathlow                                                                                               | Neubildung | Kathlow | Cottbus-Land |
| 06.05.1990 | Roggosen, OT Komptendorf                                                                                         | Neubildung | Komptendorf | Cottbus-Land |
| 06.05.1990 | Bahnsdorf, OT Allmosen                                                                                           | Neubildung | Allmosen | Senftenberg |
| 06.05.1990 | Schwarzbach, OT Guteborn                                                                                         | Neubildung | Guteborn | Senftenberg |
| 06.05.1990 | Senftenberg, OT Hörlitz                                                                                          | Neubildung | Hörlitz | Senftenberg |
| 06.05.1990 | Tettau, OT Lindenau                                                                                              | Neubildung | Lindenau | Senftenberg |
| 06.05.1990 | Tettau, OT Frauendorf                                                                                            | Neubildung | Frauendorf | Senftenberg |
| 06.05.1990 | Drochow, OT Meuro                                                                                                | Neubildung | Meuro | Senftenberg |
| 06.05.1990 | Brieske, OT Niemtsch                                                                                             | Neubildung | Niemtsch | Senftenberg |
| 06.05.1990 | Rohne, OT Mulkwitz                                                                                               | Neubildung | Mulkwitz | Weißwasser |